# Seč (okres Prievidza)
Seč je obec na Slovensku v okrese Prievidza v Trenčínském kraji ležící na jihovýchodním úpatí Strážovských vrchů.
První písemná zmínka o obci je z roku 1332. V obci je římskokatolická kaple svatého Josefa.